# Enzacamen
Enzacamen (4-Methylbenzylidencampher, Abk.: 4-MBC) ist eine chemische Verbindung, die Verwendung in Sonnencreme findet, da sie vor UV-B-Strahlung und Infrarotstrahlung schützt. Enzacamen ist ein weißes Pulver.

## Krebs
Laut einer Studie des Instituts für Pharmakologie und Toxikologie der Universität Zürich beschleunigt Enzacamen das Wachstum von Krebszellen.

## Zulassung
4-MBC ist in Europa als kosmetischer Inhaltsstoff durch die EU zugelassen und ist in Kanada durch Health Canada geprüft. In den USA ist bislang noch keine Prüfung und Zulassung durch die Food and Drug Administration erfolgt, in Japan ist das Produkt verboten.
In dem Südseestaat Palau ist 4-MBC in Sonnenschutzmitteln zum Schutz der Korallenriffe seit Januar 2020 verboten. Das  Verbot beruht auf den Ergebnissen einer 2017 veröffentlichten Studie zur Verschmutzung der Unterwasserwelt am Jellyfish Lake.

## Handelsnamen
Eusolex 6300, Parsol 5000